# 北マケドニアの国旗
北マケドニアの国旗（きたマケドニアのこっき マケドニア語: Знаме на Северна Македонија）は、赤地に8本の光を放つ黄色の太陽を描いた旗。1995年、国際的な暫定呼称を「マケドニア・旧ユーゴスラビア共和国」と定めた際にこの国旗も併せて制定された。

## 概要

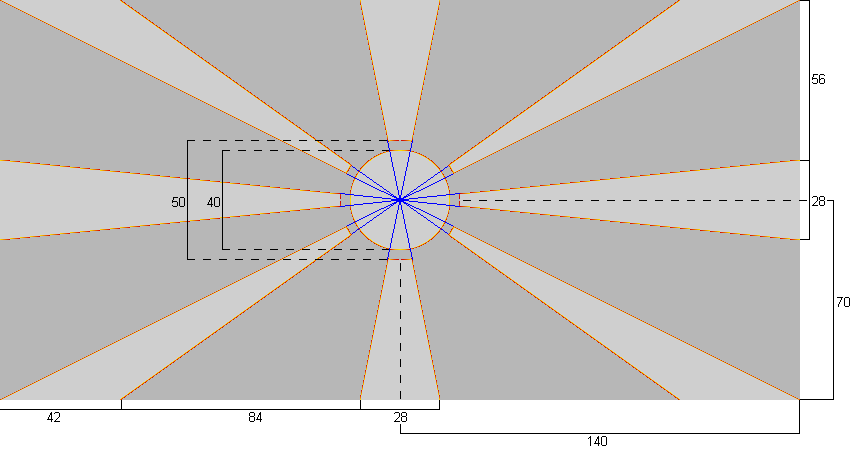
北マケドニア国旗の描き方

1995年に制定された現在の国旗は、マケドニアの1992年の新国章案をデザインしたグラフィックデザイナーのミロスラヴ・グルチェヴ(マケドニア語: Мирослав Грчев)がデザインした。
太陽と光線は、北マケドニアの国歌『今日、マケドニアの上に』で歌われる、マケドニアの頭上に生まれた「新しい自由の太陽」を表す。
赤色と黄色は、マケドニアの伝統的な紋章に中世末期以来用いられてきた赤地に金色のライオンに由来するもので、マケドニアを象徴する色である。

## 歴史

ブルガリア領時代の旗
マケドニア人民解放反ファシスト会議が制定したマケドニア国家の旗（1944年-1946年）
共産ユーゴスラビア時代のマケドニア人民共和国やマケドニア社会主義共和国の国旗（1946年-1992年）
1992年-1995年の国旗
ギリシャ領マケドニアの旗
?現在の国旗（縦横比2:3の別タイプ）

「ヴェルギナの星」（ヴェルギナの太陽）

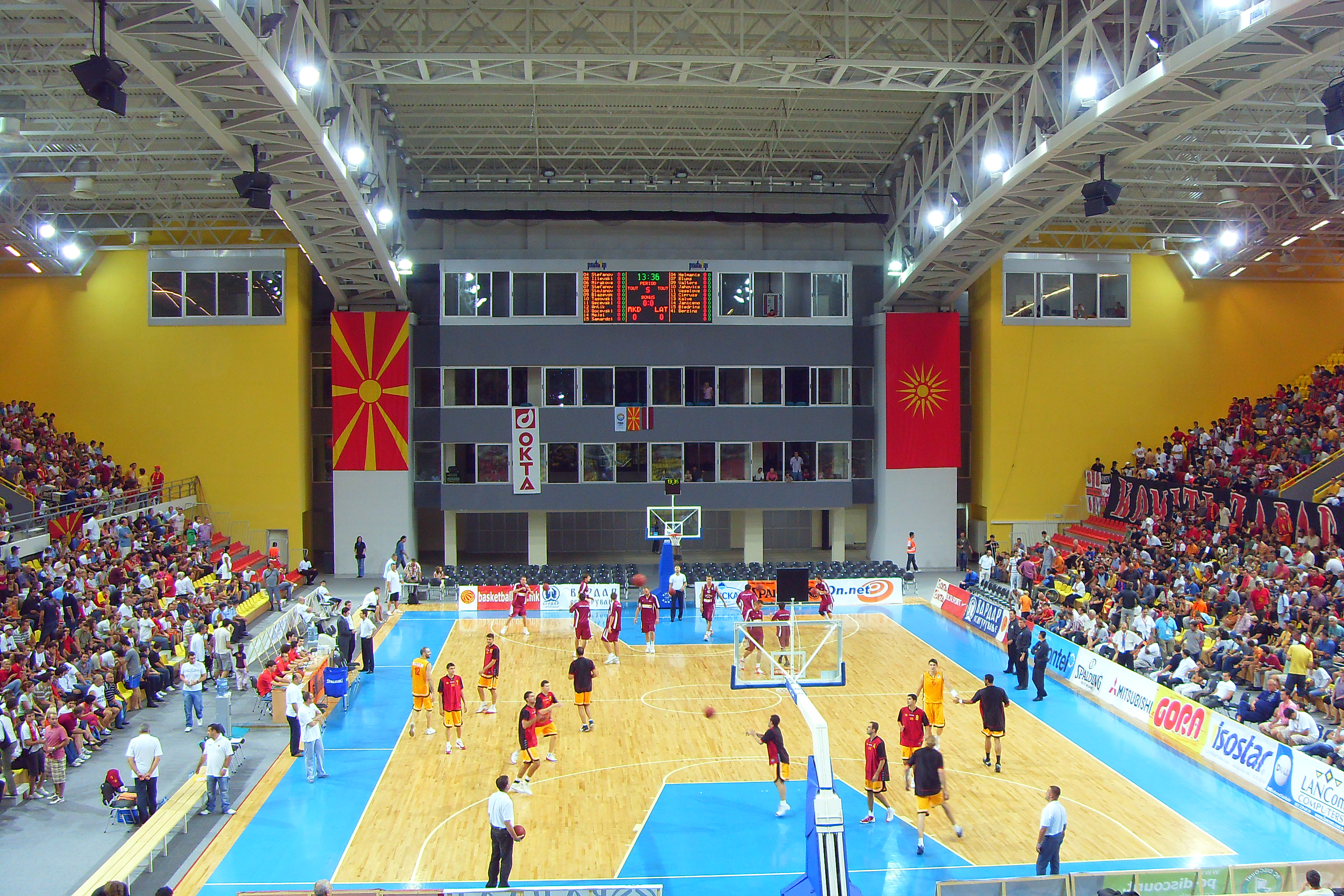
スコピエ市営施設に掲げられている新旧国旗（2008年）

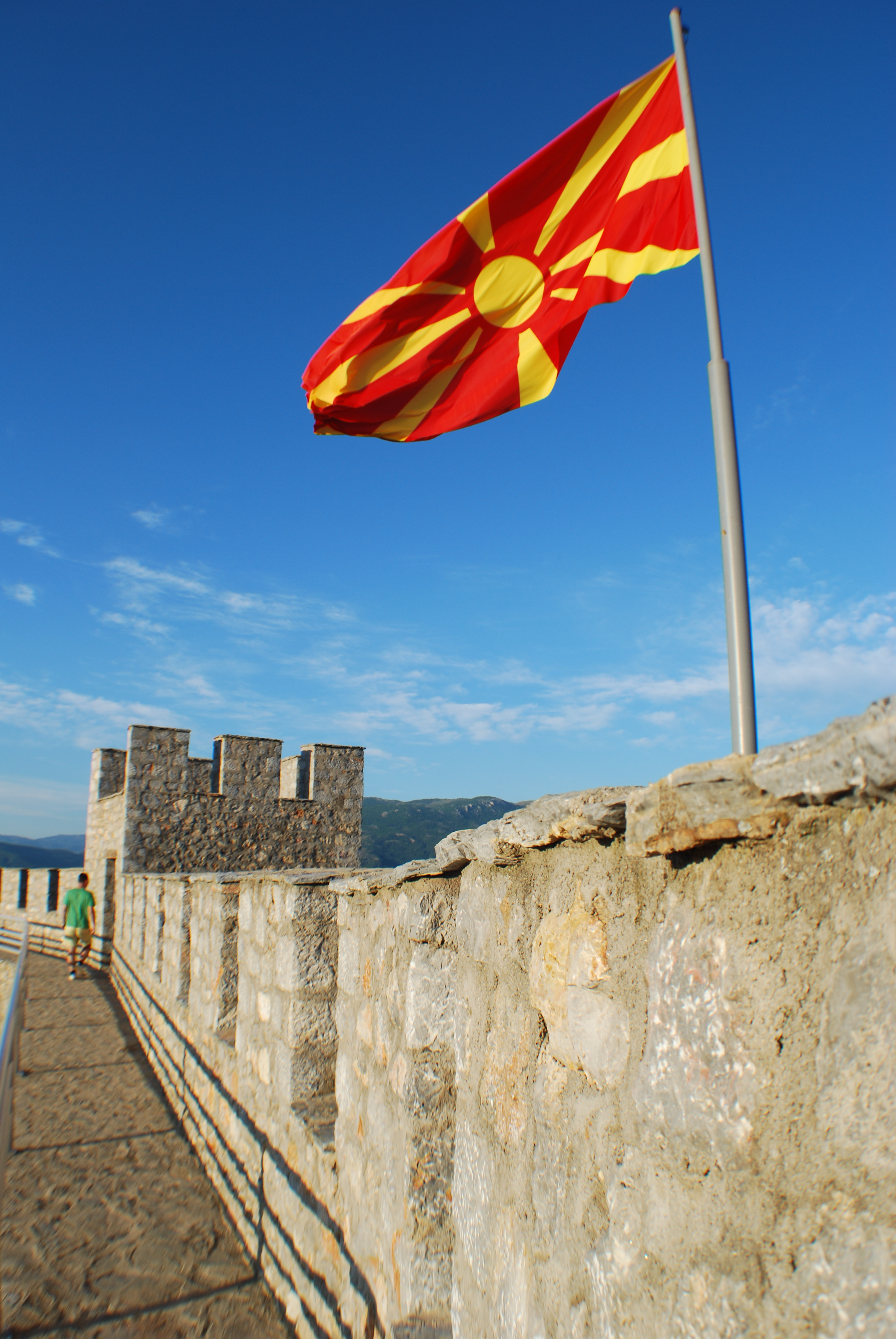
オフリドの城壁に掲げられている国旗

ユーゴスラビア社会主義連邦共和国の一構成共和国だったマケドニア社会主義共和国が1946年に制定した国旗は、1944年にマケドニア人民解放反ファシスト会議が制定した「マケドニア国家の旗」に基づいている。他の連邦構成共和国のような「赤白青の三色に赤い星」という構成とは異なり、赤地に金色で縁取られた赤い星のみを配置したデザインで、ソビエト連邦の勝利旗とよく似ていた。
1991年9月に独立したマケドニア共和国（現在の北マケドニア）は、従来の国旗に換えて、赤地に16本の光を放つ黄色の太陽（ヴェルギナの太陽）をあしらった国旗を制定しようとした。ヴェルギナの太陽は、古代マケドニア王国の首都アイガイの遺跡がある、ギリシャの中央マケドニア地方のヴェルギナで1977年に発見された、マケドニア王族の黄金の棺に大きくあしらわれていたシンボルであり、発見後は古代マケドニアの象徴として扱われるようになっていた。マケドニア共和国は古代マケドニアとの連続性を示す意味からヴェルギナの太陽を国旗に採用しようとした。
マケドニア共和国に多数住むアルバニア人には、ヴェルギナの太陽の国旗はマケドニア民族のみを象徴するものであり、多民族国家の旗にはふさわしくないとして反発する意見があった。新国旗に関する合意形成が遅れたことからマケドニア共和国は独立後もしばらくマケドニア社会主義共和国時代の国旗を継続使用していたが、1992年8月11日ようやく正式に新国旗を制定した。
ところが、隣国ギリシャが強硬にマケドニア共和国の新国旗制定に反発した。ギリシャとマケドニア共和国は、ヴェルギナの太陽をお互いに自国のシンボルと考えており、このシンボルは激しい対立の対象となっていた。ギリシャも自国領内で発見されたヴェルギナの太陽を古代マケドニアと現代ギリシャの連続性の象徴として扱っており、青地にヴェルギナの太陽をあしらった旗をギリシャ領マケドニアのシンボルとして使用していた。
当時のギリシャ政府とマケドニア共和国政府の対立の主な焦点は大きく三つあった。一つ目は「マケドニア共和国」という国名（マケドニア名称論争）、二つ目はマケドニア国旗にあしらわれたヴェルギナの太陽、三つ目はマケドニア共和国憲法の中の「マケドニア共和国政府は周辺国に住むマケドニア人の権利にも関心を持つ」という、周辺国から見れば内政干渉とも思われかねない条項であった。1994年2月、ついにギリシャ政府はマケドニア共和国に対する経済封鎖を開始した。マケドニア共和国の周辺国は経済混乱や内戦状態にあり、機能している輸送路がギリシャとの間のものしかなかったため、マケドニア共和国は経済封鎖に大いに苦しめられた。結局、翌1995年10月、マケドニア共和国はヴェルギナの太陽の国旗を現行の国旗に改定し、憲法も改正し、国際的な暫定呼称を「マケドニア・旧ユーゴスラビア共和国」と定めた。これによってようやくギリシャは経済封鎖を解除した。
公式の国旗が改定された後も、マケドニア国内およびギリシア領マケドニアのスラブ系マケドニア人はヴェルギナの太陽の旗を民族旗として引き続き用いることが多い。
2018年のプレスパ合意で、ギリシャとマケドニア共和国は、マケドニア共和国が「北マケドニア」に改名することで国名問題の解決に終止符を打った。この合意により、共和国政府は、すべての公的空間や公的使用において、ヴェルギナの太陽のシンボルを撤去することになった。ヴェルギナの太陽の旧国旗の使用も取りやめることとなった。

## 1995年頃に検討された国旗

?1995年提案[1]
?1995年提案[1]
?1995年提案[1]
?1995年提案[1]
?1995年提案[1]
?1995年提案[1]
?1995年提案[1]
?1995年提案[1]
?1995年提案[1]
?1995年提案[1]